# Liste der Biografien/Dov
Liste der Biografien |
Portal Biografien |
Personensuche
# |
A |
B |
C |
D |
E |
F |
G |
H |
I |
J |
K |
L |
M |
N |
O |
P |
Q |
R |
S |
T |
U |
V |
W |
X |
Y |
Z |
?
 
Da |
Db |
Dc |
Dd |
De |
Dg |
Dh |
Di |
Dj |
Dk |
Dl |
Dm |
Dn |
Do |
Dq |
Dr |
Ds |
Du |
Dv |
Dw |
Dy |
Dz
 
Doa |
Dob |
Doc |
Dod |
Doe |
Dof |
Dog |
Doh |
Doi |
Doj |
Dok |
Dol |
Dom |
Don |
Doo |
Dop |
Doq |
Dor |
Dos |
Dot |
Dou |
Dov |
Dow |
Dox |
Doy |
Doz
Die Liste der Biografien führt alle Personen auf, die in der deutschsprachigen Wikipedia einen Artikel haben. Dieses ist eine Teilliste mit 56 Einträgen von Personen, deren Namen mit den Buchstaben „Dov“ beginnt.

## Dov

### Dova
- Dova, Ben (1905–1986), US-amerikanischer Akrobat und SchauspielerBen Dova (1905–1986)

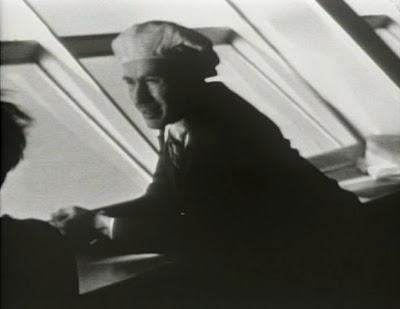
Ben Dova (1905–1986)

- Dova, Gianni (1925–1991), italienischer Maler
- Dova, María Teresa (* 1959), argentinische Physikerin
- Dovalciuc, Ioan (* 1984), rumänischer Bobsportler
- Dovalil, Jakub (* 1974), tschechischer Fußballtrainer
- Dovalle, Charles (1807–1829), französischer Dichter
- Dovalovszki, Márta (* 1964), ungarische Badmintonspielerin
- Dovas, Konstantinos (1898–1973), griechischer General und Ministerpräsident

### Dovc
- Dovcsák, Antal (1879–1962), ungarischer sozialistischer Politiker

### Dove
- Dove Danquah, Mabel (1905–1984), ghanaische Journalistin, Politikerin und Schriftstellerin
- Dove, Alfred (1844–1916), deutscher Historiker und Publizist
- Dove, Arthur Garfield (1880–1946), US-amerikanischer Maler
- Dove, Billie (1903–1997), US-amerikanische Schauspielerin
- Dove, David, US-amerikanischer Jazz- und Improvisationsmusiker (Posaune)
- Dove, Evelyn (1902–1987), britische Sängerin und Schauspielerin
- Dove, Frances (1847–1942), englisch-britische Schulleiterin und Frauenrechtlerin
- Dove, Heinrich Wilhelm (1803–1879), deutscher Physiker und Meteorologe
- Dove, Heinrich Wilhelm (1853–1931), deutscher Jurist und Politiker, MdR
- Dove, Johann († 1532), deutscher Goldschmied
- Dove, Jonathan (* 1959), britischer Komponist
- Dove, Karl (1863–1922), deutscher Geograph, Meteorologe und Afrikaforscher
- Dove, Richard (* 1954), englischer bilingualer Schriftsteller (englisch und deutsch)
- Dove, Richard Wilhelm (1833–1907), deutscher Kirchenrechtslehrer und Politiker, MdR
- Dove, Rita (* 1952), US-amerikanische Dichterin und Schriftstellerin
- Dove, Ronnie (* 1935), US-amerikanischer Sänger
- Dove-Edwin, Horace (* 1967), sierra-leonischer Sprinter
- Dove-Willcox, Lillian (1875–1963), englisch-britische Suffragette
- Dovecar, Albert (1937–1962), französischer Offizier und Terrorist in der OAS
- Dovedan, Nikola (* 1994), österreichischer FußballspielerNikola Dovedan (* 1994)

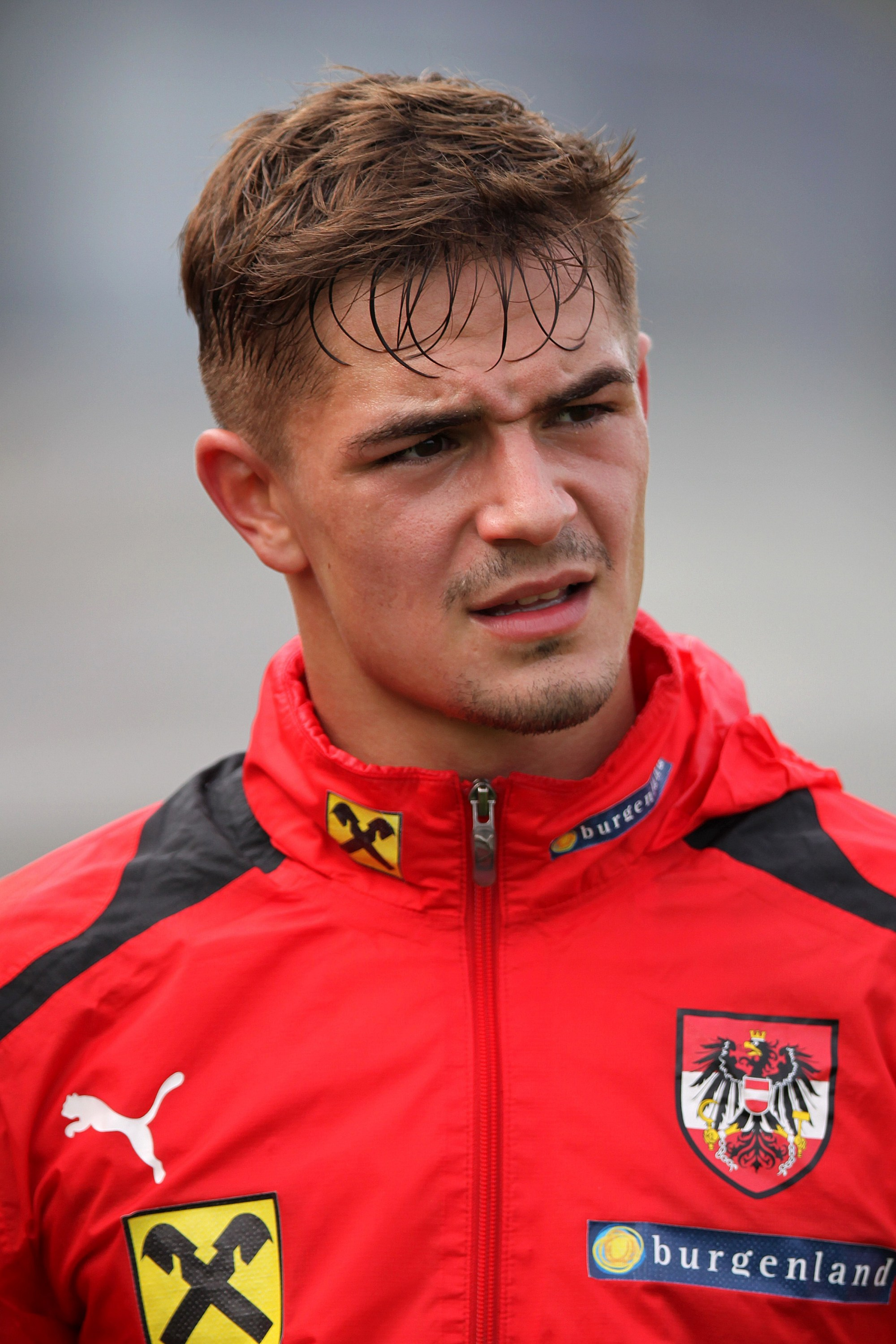
Nikola Dovedan (* 1994)

- Dovener, Blackburn B. (1842–1914), US-amerikanischer Politiker
- Dovenmühle, Rudi von der (1920–2000), deutscher Komponist
- Dover, Jena (* 1983), südafrikanische Schauspielerin und Model
- Dover, Johnny (1929–2002), belgischer Jazzmusiker und Arrangeur
- Dover, Kenneth (1920–2010), britischer Historiker, Autor und Hochschullehrer
- Dover, Robert (* 1956), US-amerikanischer Dressurreiter
- Doveri, Daniele (* 1977), italienischer Fußballschiedsrichter
- Doverin, Hermann, deutscher Kameralist
- Doveton, Diana (1910–1987), englische Badmintonspielerin

### Dovi
- Dovi, John (* 1973), französischer Boxer
- Dovidaitytė, Kristina (* 1985), litauische Badmintonspielerin
- D’Ovidio, Enrico (1842–1933), italienischer Mathematiker
- D’Ovidio, Francesco (1849–1925), italienischer Romanist
- Dovidova, Berta (1922–2007), sowjetisch-usbekische Sängerin (Sopran) und Musikpädagogin
- Dovifat, Emil (1890–1969), deutscher Publizistikwissenschaftler und Universitätsprofessor
- Dovima (1927–1990), US-amerikanisches Fotomodell
- Dovin, Oliver (* 2002), schwedisch-englischer Fußballtorhüter
- Dovizi da Bibbiena, Bernardo (1470–1520), italienischer Schriftsteller, Kardinal und Sekretär des Papstes Leo X
- Dovizioso, Andrea (* 1986), italienischer MotorradrennfahrerAndrea Dovizioso (* 1986)

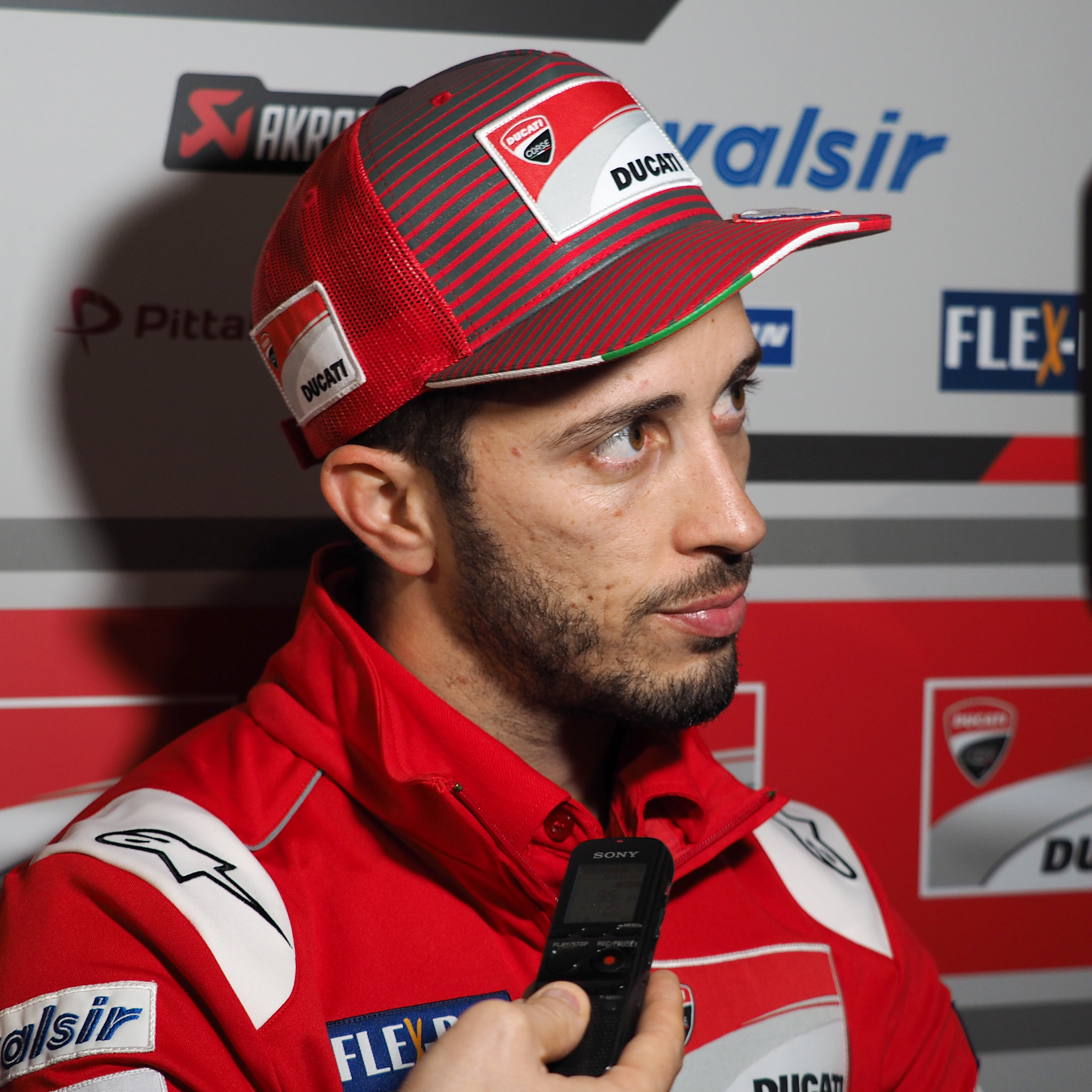
Andrea Dovizioso (* 1986)

### Dovj
- Dovjenko, Magomed (* 1993), deutscher Grafiker und Designer

### Dovl
- Dövlətov, İlkin (* 1990), aserbaidschanischer Sänger

### Dovs
- Dovsky, Beatrice (1866–1923), österreichische Dichterin, Schriftstellerin und Schauspielerin

### Dovy
- Dovy, Luéyi (* 1975), französischer Sprinter
- Dovydaitis, Pranas (1886–1942), litauischer Politiker und Premierminister
- Dovydaitis, Tomas (* 1983), litauischer Badmintonspieler

### Dovz
- Dovžan, Alenka (* 1976), slowenische Skirennläuferin
- Dovžan, Miha (* 1994), slowenischer Biathlet